# Agència Espanyola de Medicaments i Productes Sanitaris
L'Agència Espanyola de Medicaments i Productes Sanitaris (AEMPS) és un organisme autònom d'Espanya creat per la Llei 66/1997, de 30 de desembre; i les competències es van ampliar amb la Llei 50/1998, dependent del Ministeri de Sanitat i Consum. Finalment la Llei 16/2003, de cohesió i qualitat del Sistema Nacional de Salut, determina que són competències de l'AEMPS i, si escau, autorització dels productes sanitaris i cosmètics.
Les seves principals funcions són:
- Concedir l'autorització de comercialització dels medicaments d'ús humà fabricats industrialment, revisió i adequacions als ja comercialitzats.
- Participar en la planificació i avaluació dels medicaments d'ús humà que s'autoritzin per la Unió Europea a través de l'Agència Europea de Medicaments (EMEA).
- Avaluar i autoritzar els assajos clínics i els productes en fase d'investigació clínica.
- Autoritzar els laboratoris farmacèutics de medicaments d'ús humà.
- Desenvolupar el sistema espanyol de farmacovigilància.
- Controlar els medicaments de competència estatal.
- Gestionar la Reial Farmacopea Espanyola.
- Les competències relatives a estupefaents i psicotròpics que es determinin.
- Activitats d'avaluació, registre, autorització, inspecció, vigilància i control de medicaments d'ús humà i veterinari i productes sanitaris, cosmètics i d'higiene personal.
- Avaluació de conformitat de productes sanitaris com a Organisme Notificat nombre 0318 atorgant el marcatge CE de conformitat segons les directives 93/42/EEC, 90/385/EEC i 98/79/EC.